# Sułków (powiat włoszczowski)
Sułków – wieś w Polsce położona w województwie świętokrzyskim, w powiecie włoszczowskim, w gminie Krasocin.
W latach 1975–1998 miejscowość należała administracyjnie do województwa kieleckiego.

## Zabytki
- kapliczka św. Jana Nepomucena usytuowana przy drodze Kielce-Częstochowa
- kamienny krzyż przydrożny z 1920 r.